# Aigua amb sal
Aigua amb sal és una pel·lícula espanyola i porto-riquenya de 2005, dirigida per Pedro Pérez Rosado i protagonitzada per Joan Crosas, Leyre Berrocal, Bebe Pérez, Yoima Valdés, Juan Carlos Morales, Ofelia Medina i Candela Fernández. Va ser presentada en la secció de nous directors al Festival Internacional de Cinema de Sant Sebastià. Ha estat doblada al català.

## Sinopsi
Olga rep una beca per a anar-se a estudiar a Espanya i abandona la seva Cuba natal amb l'esperança d'una vida millor. Amb el pas del temps, es converteix en una immigrant il·legal que ha de buscar-se la vida entre les misèries de les grans urbs. En un altre costat es troba Mari Jo, una jove valenciana de la Ribera Alta que pertany a una família ofegada pels problemes. Mari Jo i Olga es coneixen quan entren a treballar de manera il·legal en una fàbrica de mobles, en la qual cobren dos euros per hora. Són dos supervivents que lluiten per trobar el seu lloc en un país desenvolupat, ple d'oportunitats a les quals només accedeixen uns pocs.

## Repartiment
- Yoima Valdés, com Olga.
- Leyre Berrocal, com Mari Jo.
- Juan Carlos Morales, com Johnny.
- Candela Fernández, com Lucía.
- Bebe Pérez, a drogoaddicte.
- Ofelia Medina, com a Oblit.
- Joan Crosas, com a cuiner.
- Elia Enid Cadilla, com a infermera.
- Lola Moltó, com a propietària.
- Empar Ferrer, com a veïna.
- Albert Forner, com a gitano.
- Diego Braguinsky, com a client.

## Premis i nominacions
Al XXXI Festival de Cinema Iberoamericà de Huelva va obtenir el Colón de Plata a la millor actriu (Yoima Valdés) i fou candidata al Colón d'Or a la millor pel·lícula. Va obtenir el premi a la millor pel·lícula i el premi al millor director a la Mostra de València de 2005. També va rebre un dels premis especials de cinema als XV Premis Turia.